# Halver
Halver ['hɑlfæ] – miasto w Niemczech, w kraju związkowym Nadrenia Północna-Westfalia, w rejencji Arnsberg, w powiecie Märkischer Kreis. W 2010 roku liczyło 16 717 mieszkańców.